# Althepus incognitus
Espèce
Althepus incognitus est une espèce d'araignées aranéomorphes de la famille des Psilodercidae.

## Distribution
Cette espèce est endémique du Tamil Nadu en Inde. Elle se rencontre dans les monts Nîlgîri.

## Description
La femelle holotype mesure 3,05 mm.

## Publication originale
- Brignoli, 1973 : Un nuovo Althepus dell'India meridionale (Arachnida: Araneae: Ochyroceratidae). Revue suisse de zoologie, vol. 80, no 2, p. 587-593 (texte intégral).